# Rythmique Jaques-Dalcroze
Pour les articles homonymes, voir Rythmique.
La rythmique est une méthode d'éducation musicale élaborée par le pédagogue suisse Émile Jaques-Dalcroze, fondée sur la musicalité du mouvement. 
Émile Jaques-Dalcroze disait à propos de la rythmique : « Le but de l'enseignement de la Rythmique est de mettre les élèves à même de dire à la fin de leur études, non pas : je sais, mais j'éprouve, et ensuite de créer en eux le désir de s'exprimer ».

## Instituts Jaques-Dalcroze

### Genève
Promesses brusquement interrompues par la Première Guerre mondiale alors que Jaques-Dalcroze, convaincu que « le militarisme est l'ennemi de la civilisation », a signé une protestation des artistes de Suisse romande contre le bombardement de la cathédrale de Reims par l'Allemagne. À la suite de ces événements, l'Institut Jaques-Dalcroze ouvre ses portes en 1915 à Genève, grâce à une souscription lancée par un comité d'initiative soucieux d’y retenir le créateur de la rythmique.
À la suite de l'aventure de Hellerau, la « méthode Jaques-Dalcroze » se développe dans de nombreux pays. Par exemple, dans les années 1940, au Japon, l'institution Tomoe, créée et dirigée par Sosaku Kobayashi, pratique l'enseignement de la rythmique selon la méthode de Jaques-Dalcroze. Le New York Times a écrit au sujet du livre Totto-Chan, la petite fille à la fenêtre : « Totto-Chan est l'antidote rêvé à l'éducation stérile ».
L'institut est toujours situé au 44 rue de la Terrassière, non loin du boulevard qui porte le nom de son fondateur.

### Bruxelles
En 1975, l'État belge reconnaît et agrée un Institut de rythmique Jaques-Dalcroze en Belgique grâce aux efforts d'une disciple d'Émile Jaques-Dalcroze, Sergine Eckstein, et à l'inspecteur de l'enseignement artistique, Max Vandermaesbrugge[source secondaire souhaitée]. L'Institut se trouve au 53 rue Wafelaerts à Bruxelles, dans l'ancienne clinique orthopédique du Docteur Van Neck d'Antoine Pompe (bâtisse classée par les Monuments et Sites). L'Institut de Belgique développe ses recherches au départ de la méthode Dalcroze autour d'une pédagogie créative et interactive, alliant musique, danse, art de la scène et arts du cirque.
Entre 1997 et 2013, l'Institut est dirigé par le compositeur Pierre Kolp et depuis 2013 par la rythmicienne Carine De Vinck.